# Sheik Yerbouti
Sheik Yerbouti — подвійний альбом альбом Френка Заппи. Виданий 1979 року лейблами Zappa records і Rykodisc. Загальна тривалість композицій становить 70:22. Заппа з'являється на обкладинці альбому в арабському головному уборі, а сама назва альбому, що також схожа на арабську, насправді є викривленням назви пісні «Shake Your Booty» гурту KC and the Sunshine Band. Переважно в ньому був використуван матеріал записаний у 1977 та 1978.

## Список пісень
Диск 1, Сторона 1
1. I Have Been in You — 3:33
2. Flakes — 6:41
3. Broken Hearts Are for Assholes — 3:42
4. I'm So Cute — 3:09

Диск 1,Сторона 2
1. Jones Crusher — 2:49
2. What Ever Happened to All the Fun in the World — 0:33
3. Rat Tomago — 5:15
4. Wait a Minute — 0:33
5. Bobby Brown Goes Down — 2:49
6. Rubber Shirt — 2:45
7. The Sheik Yerbouti Tango — 3:56

Диск 2, Сторона 1
1. Baby Snakes — 1:50
2. Tryin' to Grow a Chin — 3:31
3. City of Tiny Lites — 5:32
4. Dancin' Fool — 3:43
5. Jewish Princess — 3:16

Диск 2, Сторона 2
1. Wild Love — 4:09
2. Yo' Mama — 12:36